# Sciacca
Sciacca [ˈʃakka] ist eine Hafenstadt und ein Thermalbad am Mittelmeer im Freien Gemeindekonsortium Agrigent in der Region Sizilien in Italien.

## Lage und Daten
Die Hafenstadt Sciacca liegt etwa 50 Kilometer nordwestlich von Agrigent. Die Stadt hat 38.541 Einwohner (Stand 31. Dezember 2024), die in Industrie, Landwirtschaft und Tourismus (einschließlich Thermalbad) beschäftigt sind.
Sciacca bildet zusammen mit den Gemeinden Menfi, Sambuca di Sicilia und Santa Margherita di Belice eine der bedeutendsten Weinbauregionen Siziliens um den Stausee Lago Arancio. Seit 1998 existiert für die Weinberge der Gemeinde mit der „DOC Sciacca“ eine eigene kontrollierte Ursprungsbezeichnung für Qualitätswein (Denominazione di origine controllata).
Die Nachbargemeinden sind Caltabellotta, Menfi, Ribera und Sambuca di Sicilia.
Nachdem der Bahnverkehr nach Sciacca 1985 eingestellt wurde, ist der Ort heute nur noch auf der Straße (oder auf dem Seeweg) zu erreichen.

## Geschichte
Im Osten der Stadt liegen Überreste einer sikanischen Siedlung, Figuli-Siedlung genannt, die eine bereits vorgeschichtliche Besiedlung der Gegend um Sciacca belegt. Bedeutsam ist der Fund der bronzezeitlichen Statuette des Melqart von Sciacca. Die Römer kannten die Heilquellen unter dem Namen Thermae Selinuntiae.
Unter der Herrschaft der Araber und der Normannen wuchs die Stadt. Unter den Arabern entstand die heutige Struktur der Altstadt. Zu dieser Zeit wurden auch die Stadtmauer und das Kastell gebaut. Der Name der Stadt kommt aus dem Arabischen (arabisch الشقا Al Shaqqah, DMG aš-Šaqqā).
1330 wurden die Stadtmauern und das Kastell unter Friedrich II. von Aragon erneuert. Im 16. Jahrhundert wurden neue Kirchen und Klöster gebaut. Nach dieser Zeit, in der Folge der Fehde (Caso di Sciacca) zwischen der Familie Perollo und den Grafen von Luna, die fast 70 Jahre andauerte, verfiel die Stadt.
Im Zweiten Weltkrieg lag bei Sciacca ein strategisch bedeutender Militärflugplatz (⊙), der wegen seiner sehr guten Tarnung auch aeroporto fantasma genannt wurde.
Nach dem Zweiten Weltkrieg wurden die heutigen Thermalanlagen gebaut.

## Weinbau
Seit 1998 gibt es eine Denomination für Qualitätsweine mit der Bezeichnung „Sciacca DOC“, die zuletzt 2014 aktualisiert wurde. Es werden sowohl weiße und rote Verschnittweine als auch fast sortenreine Weine produziert. Wird auf dem Etikett die Rebsorte genannt, so muss diese zu mindestens 85 % enthalten sein. Es gibt eine Unterzone (sottozona) namens „Rayana“.

## Kultur
Sciacca gilt neben Acireale und Termini Imerese als eine der Karnevalshochburgen Siziliens.
In einem Interview mit der italienischen Tageszeitung La Repubblica bekundete der deutsche Regisseur Werner Herzog 2009 sein Ansinnen, im Teatro Popolare Samonà von Sciacca Wagners Götterdämmerung zu inszenieren.
Das Theater war nach Plänen von Giuseppe Samonà ab 1973 errichtet, jedoch nur weitgehend und nie abschließend vollendet worden. Obwohl es als Schandfleck der Stadt gilt, wurde es im Jahr 2015 durch den damaligen Innenminister Angelino Alfano eingeweiht.
Werner Herzogs Plan war es, das leerstehende Gebäude wenigstens ein einziges Mal seiner Bestimmung gemäß zu nutzen. Dabei sollte der dramatische letzte Teil von Wagners Ring des Nibelungen zugleich eine Götterdämmerung des Theaters selbst werden. Der dritte Akt hätte außerhalb und in sicherer Entfernung von dem Gebäude stattgefunden, welches in einer kontrollierten Sprengung demoliert werden sollte. Herzogs Projekt erwies sich allerdings als undurchführbar, da das Teatro in einer Weise gebaut ist, die eine Sprengung nicht ohne Schaden für das umgebende städtische Gebiet möglich machen.

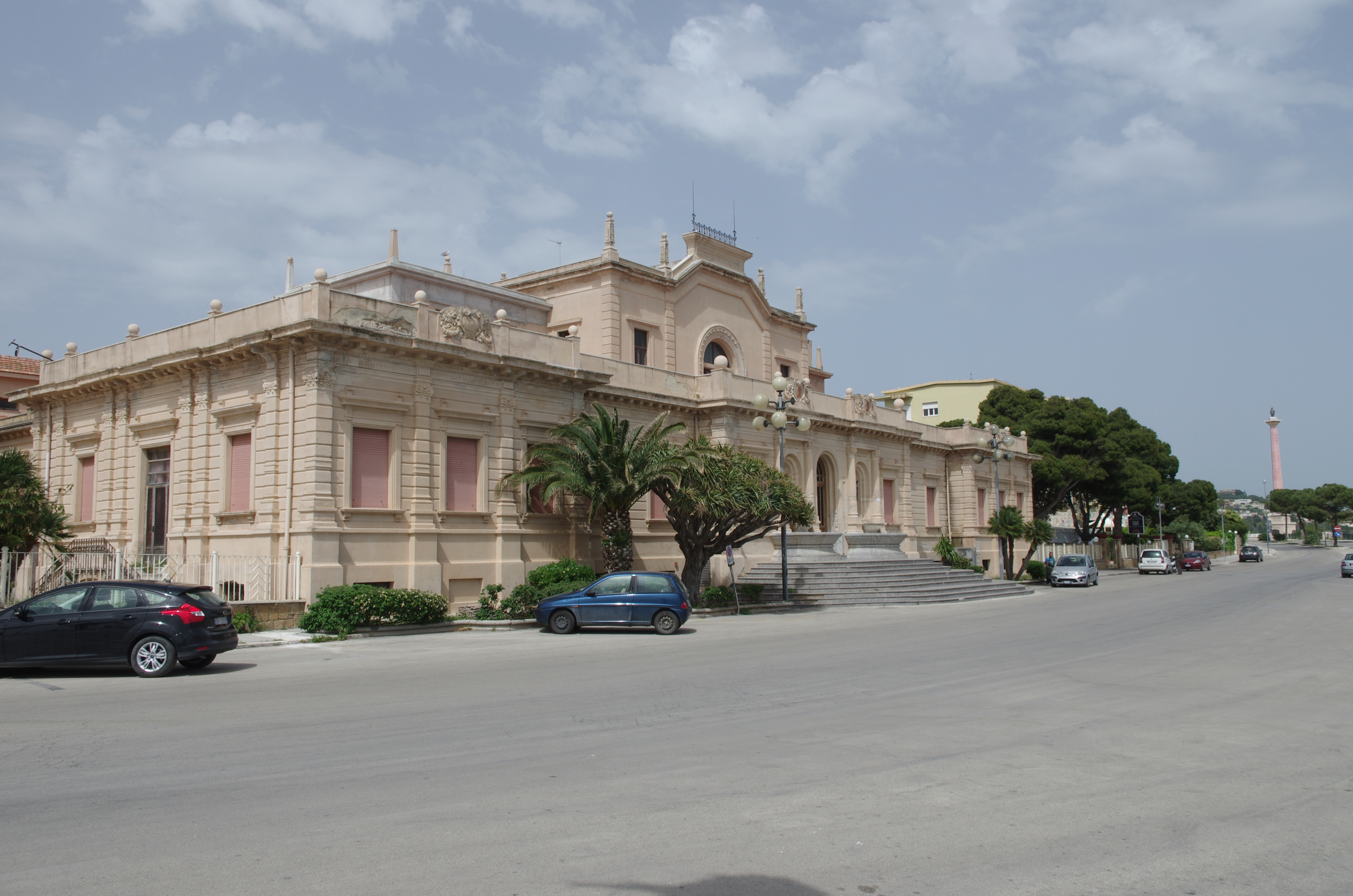
Thermalbad

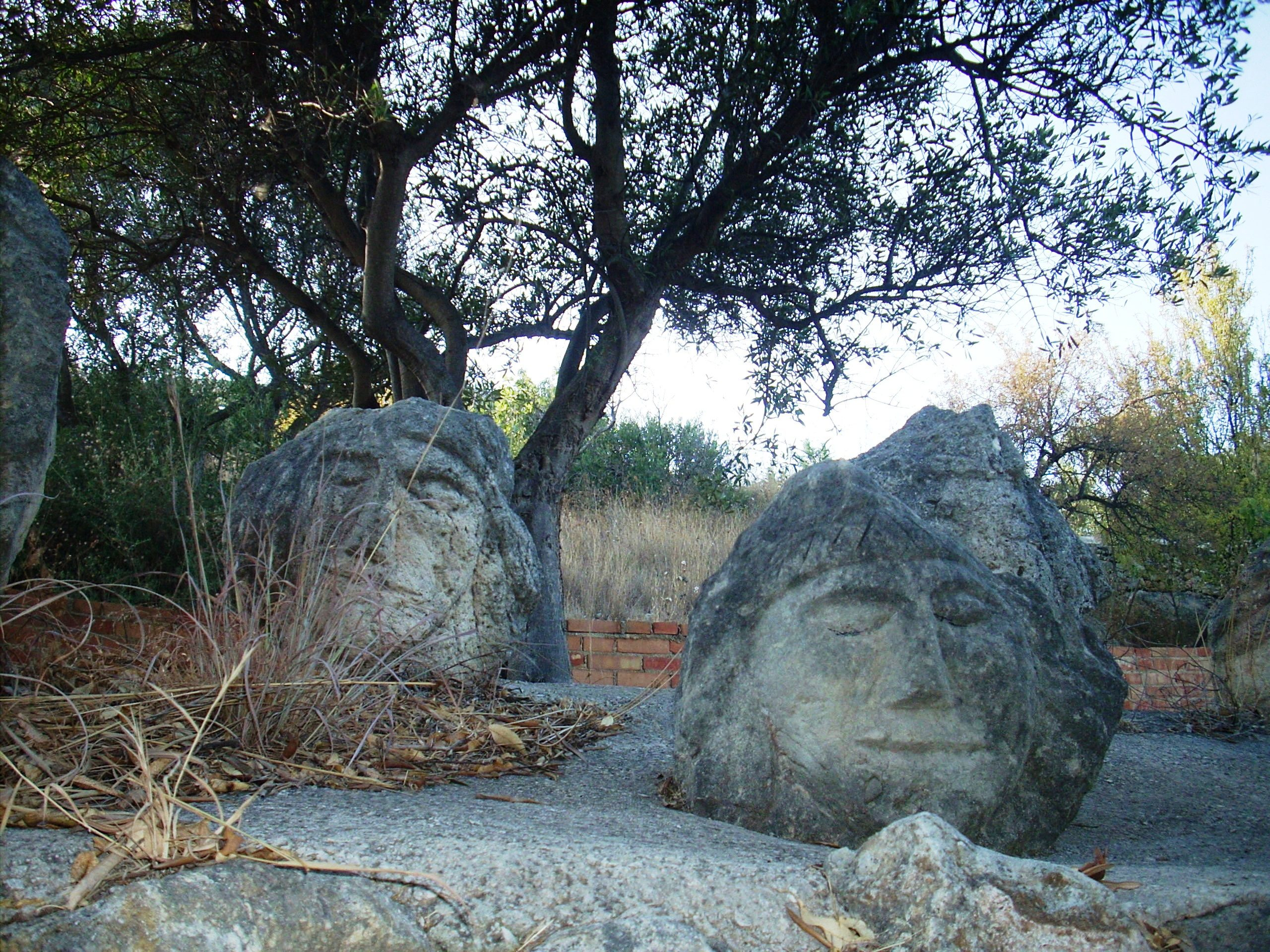
Skulpturengarten Castello Incantato

## Bauwerke
- Thermalbäder am Monte Kronio und an der Via Agatocle
- Castello dei conti Luna
- Chiesa di Maria SS. del Soccorso, Dom erbaut im 12. Jahrhundert (Fassade aus dem 16. Jahrhundert)
- Piazza Scandaliato, Zentrum der Stadt mit dem Rathaus aus dem 17. Jahrhundert
- Castello Incantato, Skulpturengarten

## Umgebung
- Der Monte San Calogero (oder auch Monte Kronio genannt) liegt im Osten der Stadt und ist die höchste Erhebung im Stadtgebiet. Auf ihm befindet sich das unvollendete Hotel Grande San Calogero.

## Städtepartnerschaften
- Salvador da Bahia, Brasilien, seit 2001
- Aprilia, Italien, seit 2003
- Kırşehir, Türkei, seit 2011
- Mustafakemalpaşa, Türkei, seit 2011

## Söhne und Töchter der Stadt
- Michele Blasco (1628–1685), Maler des Barock
- Mariano Rossi (1731–1807), Maler des Klassizismus
- Matteo Desiderato (1752–1827), Maler des Klassizismus
- Corrado Barbagallo (1877–1952), Historiker
- Melchiorre Rosa (1884–1971), Komponist und Hochschullehrer
- Giuseppe Bellanca (1886–1960), italo-amerikanischer Flugzeugkonstrukteur und -bauer
- Michele Abbruzzo (1904–1996), Schauspieler
- Accursio Bentivegna (* 1996), Fußballspieler